# 2023-as női sakkvilágbajnokság
A 2023-as női sakkvilágbajnokság a Nemzetközi Sakkszövetség (FIDE) által szervezett versenysorozat, amely az elért helyezések alapján a világkupán való indulásra jogosító zónaversenyekből és kontinensbajnokságokból, a világbajnokjelöltek versenyén való részvételhez kvalifikációt biztosító 2021-es női sakkvilágkupa versenyből, a 2019–2021 folyamán lezajlott Grand Prix versenysorozatból, a 2021-ben megrendezett FIDE Grand Swiss svájci rendszerű versenyből és a nyolc legjobb versenyző részvételével rendezett világbajnokjelölti versenyből, majd a versenysorozatot lezáró világbajnoki döntőből állt.
A világbajnoki döntő Sanghajban és Csungkingban került megrendezésre 2023. július 5–22. között. A világbajnoki döntő 12 játszmás páros mérkőzés formájában zajlott Lej Ting-csie, a 2022–2023-ban kieséses rendszerben lebonyolított világbajnokjelölti verseny győztese, valamint a 2018 óta regnáló világbajnok Csü Ven-csün között.
A győzelmet 6½–5½ arányban Csü Ven-csün szerezte meg, ezzel megvédte világbajnoki címét.

## A világbajnokjelöltek versenye
A világbajnokjelöltek versenyét az Oroszország és Ukrajna között zajló háború miatt ez alkalommal kieséses rendszerben rendezték, hogy az orosz és ukrán versenyzők legfeljebb a döntőben találkozhassanak. Ennek érdekében irányított sorsolást tartottak, és a negyeddöntő párosításait is két csoportra osztották. Az A csoport negyeddöntőinek és elődöntőinek mérkőzéseire 2022. október 24. – november 6. között Monacóban, a B csoportéra 2022. november 29. – december 11. között Xivában került sor. A világbajnokjelöltek versenyének döntőjét 2023. március 27. – április 6. között Csungkingban rendezték.
A részt vevő nyolc versenyző közül a győztes szerzett jogot a regnáló világbajnokkal, Csü Ven-csünnel való megmérkőzésre a világbajnoki címért. A világbajnokjelöltek versenyén a győzelmet a kínai Lej Ting-csie szerezte meg, miután legyőzte az ugyancsak kínai Tan Csung-jit.

### A világbajnokjelölti verseny résztvevői
A világbajnokjelöltek nyolcfős mezőnyében három korábbi világbajnok is szerepelt. Alekszandra Kosztyenyuk 2008–2010-ben, Marija Muzicsuk 2015–2016-ban, Tan Csung-ji 2017–2018-ban birtokolta a címet.
| Kvalifikáció | Versenyző               | Ország      | Élő-p. (2022. 10.) | Világ- ranglista- helyezés |
| --- | ----------------------- | ----------- | ------------------ | -------------------------- |
| A 2020-as női sakkvilágbajnokság döntőse                                                                                     | Alekszandra Gorjacskina | Oroszország | 2584               | 2.                         |
| A 2019–2021-es női FIDE Grand Prix két első helyezettje                                                                      |                         |             |                    |                            |
| Kónéru Hanpi | India                   | 2574        | 3.                 |                            |
| Jekatyerina Lagno | Oroszország             | 2563        | 4.                 |                            |
| A 2021-es női sakkvilágkupa első három helyezettje                                                                           |                         |             |                    |                            |
| Alekszandra Kosztyenyuk | Oroszország             | 2521        | 9.                 |                            |
| Tan Csung-ji | Kína                    | 2514        | 10.                |                            |
| Anna Muzicsuk | Ukrajna                 | 2534        | 7.                 |                            |
| A 2021-es női FIDE Grand Swiss első helyezettje                                                                              | Lej Ting-csie           | Kína        | 2535               | 6.                         |
| A 2022. januári világranglista szerint a legmagasabb Élő-pontszámmal rendelkező versenyző a kvalifikációt szerzetteken kívül | Marija Muzicsuk         | Ukrajna     | 2527               | 8.                         |

### A világbajnokjelölti párosmérkőzések eredményei
A negyeddöntők és az elődöntők mérkőzései 4 hagyományos időbeosztású játszmából álltak. Ha ennek eredménye döntetlen volt, akkor rapidjátszmás rájátszásokra került sor. A versenysorozat végén a kínai Lej Ting-csie került ki győztesen, ezzel kivívta a jogot, hogy a világbajnokkal mérkőzhessen meg.
Az orosz versenyzők az országukat érintő szankciók miatt csak saját nevükben versenyezhettek, hazájuk zászlaját nem használhatták.
|  | Negyeddöntők (4 játszma) | Negyeddöntők (4 játszma) | Negyeddöntők (4 játszma) |               |                         | Elődöntők (4 játszma)   | Elődöntők (4 játszma) | Elődöntők (4 játszma) |  |  | Döntő (6 játszma) | Döntő (6 játszma) | Döntő (6 játszma) |  |
|  |                          |                          |                          |               |                         |                         |                       |                       |  |  |                   |                   |                   |  |
|  | Kónéru Hanpi             | Kónéru Hanpi             | 3½                       |               |                         |                         |                       |                       |  |  |                   |                   |                   |  |
|  | Kónéru Hanpi             | Kónéru Hanpi             | 3½                       |               |                         |                         |                       |                       |  |  |                   |                   |                   |  |
|  | Anna Muzicsuk            | Anna Muzicsuk            | 4½                       |               |                         |                         |                       |                       |  |  |                   |                   |                   |  |
|  | Anna Muzicsuk            | Anna Muzicsuk            | 4½                       |               | Anna Muzicsuk           | Anna Muzicsuk           | 1½                    |                       |  |  |                   |                   |                   |  |
|  | A csoport (Monaco)       |                          |                          |               | Anna Muzicsuk           | Anna Muzicsuk           | 1½                    |                       |  |  |                   |                   |                   |  |
|  |                          |                          | Lej Ting-csie            | Lej Ting-csie | 2½                      |                         |                       |                       |  |  |                   |                   |                   |  |
|  | Lej Ting-csie            | Lej Ting-csie            | Lej Ting-csie            | Lej Ting-csie | 2½                      | 2½                      |                       |                       |  |  |                   |                   |                   |  |
|  | Lej Ting-csie            | Lej Ting-csie            |                          |               |                         |                         |                       |                       |  |  |                   |                   |                   |  |
|  | Marija Muzicsuk          | Marija Muzicsuk          | 1½                       |               |                         |                         |                       |                       |  |  |                   |                   |                   |  |
|  | Marija Muzicsuk          | Marija Muzicsuk          | 1½                       |               | Lej Ting-csie           | Lej Ting-csie           | 3½                    |                       |  |  |                   |                   |                   |  |
|  |                          |                          |                          |               |                         |                         |                       |                       |  |  |                   |                   |                   |  |
|  |                          |                          | Tan Csung-ji             | Tan Csung-ji  | 1½                      |                         |                       |                       |  |  |                   |                   |                   |  |
|  | Alekszandra Gorjacskina  | Alekszandra Gorjacskina  | Tan Csung-ji             | Tan Csung-ji  | 1½                      | 2½                      |                       |                       |  |  |                   |                   |                   |  |
|  | Alekszandra Gorjacskina  | Alekszandra Gorjacskina  |                          |               |                         |                         |                       |                       |  |  |                   |                   |                   |  |
|  | Alekszandra Kosztyenyuk  | Alekszandra Kosztyenyuk  | 1½                       |               |                         |                         |                       |                       |  |  |                   |                   |                   |  |
|  | Alekszandra Kosztyenyuk  | Alekszandra Kosztyenyuk  | 1½                       |               | Alekszandra Gorjacskina | Alekszandra Gorjacskina | 1½                    |                       |  |  |                   |                   |                   |  |
|  | B csoport (Xiva)         |                          |                          |               | Alekszandra Gorjacskina | Alekszandra Gorjacskina | 1½                    |                       |  |  |                   |                   |                   |  |
|  |                          |                          | Tan Csung-ji             | Tan Csung-ji  | 2½                      |                         |                       |                       |  |  |                   |                   |                   |  |
|  | Jekatyerina Lagno        | Jekatyerina Lagno        | Tan Csung-ji             | Tan Csung-ji  | 2½                      | 3½                      |                       |                       |  |  |                   |                   |                   |  |
|  | Jekatyerina Lagno        | Jekatyerina Lagno        |                          |               |                         |                         |                       |                       |  |  |                   |                   |                   |  |
|  | Tan Csung-ji             | Tan Csung-ji             | 4½                       |               |                         |                         |                       |                       |  |  |                   |                   |                   |  |

## A világbajnoki döntő

### Egymás elleni eredmények
A világbajnoki döntőt játszó két versenyző, Csü Ven-csün és Lej Ting-csie korábban kilenc alkalommal mérkőztek klasszikus időbeosztású játszmában, amelyek Csü Ven-csün 4–2 arányú előnyét mutatták, 3 döntetlen mellett.  A rapid- és a villámjátszmákat is tekintve 5–2 volt Csü Ven-csün javára, 5 döntetlen mellett.

### A mérkőzés menete
A sorsolásra és a megnyitó ünnepségre 2023. július 4-én, az 1. fordulóra július 5-én került sor. Az első hat játszmát Sanghajban, a második hatot Csungkingban játszották. Két fordulónként kaptak pihenőnapot, illetve a 6. játszma után két pihenőnapjuk volt a versenyzőknek, mely idő alatt átköltöztek a másik helyszínre. Ha a 12. játszma után az eredmény 6–6 lett volna, akkor a rájátszásra július 23-án került volna sor. Erre azonban nem volt szükség, mert a címvédő a 12. játszmában aratott győzelmével a mérkőzést is megnyerte, és megvédte címét.
| Sanghaj    | július 4.                        | Megnyitó ünnepség, sorsolás |
| Sanghaj    | július 5-6.                      | 1-2. játszma                |
| Sanghaj    | július 8-9.                      | 3-4. játszma                |
| Sanghaj    | július 11-12                     | 5-6. játszma                |
| Csungking  | július 13–14.                    | Átköltözés                  |
| Csungking  | július 15-16.                    | 7-8. játszma                |
| Csungking  | július 18-19.                    | 9-10. játszma               |
| Csungking  | július 21-22.                    | 11-12. játszma              |
| Csungking  | július 23.                       | Rájátszások (ha szükséges)  |
| július 24. | Eredményhirdetés, záró ceremónia |                             |

### A világbajnoki döntő eredményei
| Dátum      | Játszma | Csü Ven-csün 2564 | Lej Ting-csie 2554 | Mérkőzés állása | Lépésszám | Játszma |
| ---------- | ------- | ----------------- | ------------------ | --------------- | --------- | ------- |
| július 5.  | 1.      | ½                 | ½                  | ½–½             | 50        | C67     |
| július 6.  | 2.      | ½                 | ½                  | 1–1             | 40        | D32     |
| július 8.  | 3.      | ½                 | ½                  | 1½–1½           | 49        | C65     |
| július 9.  | 4.      | ½                 | ½                  | 2–2             | 63        | D39     |
| július 11. | 5.      | 0                 | 1                  | 2–3             | 65        | C50     |
| július 12. | 6.      | ½                 | ½                  | 2½–3½           | 48        | D32     |
| július 15. | 7.      | ½                 | ½                  | 3–4             | 65        | B18     |
| július 16. | 8.      | 1                 | 0                  | 4–4             | 72        | A06     |
| július 18. | 9.      | ½                 | ½                  | 4½–4½           | 59        | B45     |
| július 19. | 10.     | ½                 | ½                  | 5–5             | 47        | A13     |
| július 21. | 11.     | ½                 | ½                  | 5½–5½           | 48        | C55     |
| július 22. | 12.     | 1                 | 0                  | 6½–5½           | 62        | D04     |